# Sandbæk (vandløb)
Sandbæk (dansk) eller Sandbeker Mühlenbach (tysk) er et vandløb i det østlige Angel (Sydslesvig) i den tyske delstat Slesvig-Holsten. Bækken har to udspring beliggende i skovene sydvest for Røst nær Fovlløkmark (Faulückfeld), hvorefter den løber forbi Finskov og Melby og gennem landsbyen Sandbæk, inden den efter 4,5 km munder ved Vandmølleskov (Wassermühlenholz) ud i Grimså, som har udmunding i Slien. Ved Vandmølleskov var der tidligere en vandmølle.
Bækken er første gang nævnt 1471 (Santbeke). 1844 er navnet Mühlenbach dokumenteret (hos H. N. A. Jensen), 1858 Møllebæk (på generalstabens topografiske kort over Slesvig). Forleddet er subst. glda. sand. Bæknavnet betyder bæk, som løber på sandet jordbund. Navnet forekommer flere steder i det danske sprogområde, men også i Sverige, Norge og andre steder i Tyskland.